# SC Erika 1915 Schneidemühl
SC Erika 1915 Schneidemühl was een Duitse voetbalclub uit de Pommerse stad Schneidemühl, dat tegenwoordig het Poolse Piła is.

## Geschiedenis
De club werd opgericht in 1915 opgericht als FC Erika Schneidemühl en sloot zich aan bij de Baltische voetbalbond. Begin jaren twintig speelde de club in de Bezirksliga Schneidemühl, een onderdeel van de Pommerse competitie. In 1922 werd de naam SC Erika aangenomen.
In 1925 degradeerde de club en fuseerde de club daarop met SV Hertha 1910 Schneidemühl en werd zo SpVgg Hertha-Erike-Schneidemühl, echter werd deze fusie in november 1926 ongedaan gemaakt. De club kon wel niet meer in de Bezirksliga spelen dat seizoen. Na één seizoen keerde de club terug en werd derde in de stand. De volgende jaren eindigde de club in de middenmoot tot een nieuwe degradatie volgde in 1932. Na één seizoen kon de club terugkeren. Door de strenge winters in het Baltische gebied werd vanaf begin jaren dertig de competitie vroeger begonnen en de competitie van 1933/34 werd reeds in 1932 begonnen. Men kon toen niet voorzien dat de competitie in 1933 grondig geherstructureerd werd. De NSDAP kwam aan de macht en schafte alle competities af. De Gauliga Pommern werd als hoogste klasse ingevoerd en de reeds gespeelde competitie van 1933/34 gold hier als basis voor het verdelen van de tickets. Echter werd de competitie van Schneidemühl te licht bevonden omdat deze clubs voorheen nooit potten konden breken. Erika was tweede geëindigd achter FC Viktoria Schneidemühl, het beste resultaat voor de club tot dan toe.
De club ging nu van start in de Bezirksklasse Pommern, de tweede klasse onder de Gauliga. Na jaren middenmoot kon de club in 1940 eindelijk kampioen spelen. De club nam echter niet deel aan de eindronde om promotie. Na het volgende seizoen trok de club zijn team terug uit de competitie.
Na het einde van de oorlog werden alle Duitse voetbalclubs ontbonden, Schneidemühl werd nu een Poolse stad en de club hield op te bestaan.